# Synagoga v Cebivi
Synagoga v Cebivi je bývalá židovská modlitebna postavená zřejmě v 1. polovině 19. století. Nachází se v centru obce, jižně od rybníka.
Bohoslužebným účelům sloužila do počátku 20. století. Později byla přestavěna na obytný dům.